# Świetna podróż w kosmosie
Świetna podróż w kosmosie (ros. Большое космическое путешествие) – radziecki film fantastycznonaukowy z 1975 roku w reżyserii Walentina Seliwanowa.

## Obsada
- Ludmiła Berlinskaja jako Swieta Iszenowa
- Igor Saharow jako Sasza Iwanenko
- Siergej Obrazcow jako Fiedja Drużinin
- Lusjena Owczinnikowa jako matka Fedji
- Pawel Iwanow jako Jegor Pawlovicz Kalonowskij, kapitan statku
- Ninel Miszkowa jako Katerina, pracownik Centrum Kontroli Lotów
- Aleksiej Zolotnickij jako pracownik Centrum Kontroli Lotów
- Wladimir Plotnikow jako pracownik Centrum Kontroli Lotów
- Wladimir Uhin jako pracownik Centrum Kontroli Lotów
- Zinaida Soroczinskaja jako lekarz
- Aleksiej Leonow jako cameo